# Ripplewood Holdings
Ripplewood è un'impresa americana private equity con sede a New York che si focalizza sui Leveraged buyout, sul Venture capital, crescita del capitale, Management buyout, ricapitalizzazione Leveraged e altri investimenti non liquidi.
Ripplewood è stata fondata dall'attuale amministratore delegato Tim Collins
Gli interessi della società vanno dalla telecomunicazioni, alle operazioni bancarie e all'intrattenimento.
Gestisce più di 10 miliardi di dollari di capitale.

## Investimenti
- Direct Holdings Worldwide (parent of Time-Life direct marketer)
- Reader's Digest
- SAFT Power Systems (now renamed as AEG Power Solutions (acquisita da Alcatel)
- Honsel International Technologies
- Kraton Polymers
- Interstate Bakeries Corporation

## Precedenti investimenti
- Shinsei Bank[1]
- Japan Telecom
- Columbia Music Entertainment
- Denon
- Maytag
- Lillian Vernon